# فلورین مرگی
 فلورین مرگی (انگلیسی: Florin Mergea؛ زادهٔ ۲۶ ژانویهٔ ۱۹۸۵) یک تنیس‌باز اهل رومانی است.